# Геттінгенська обсерваторія
Геттінгенська обсерваторія (нім. Universitätssternwarte Göttingen) — астрономічна обсерваторія у Німеччині, заснована в Геттінгені 1816 року.

## Історія
У 1802 році Георг III, король Великої Британії, який також був курфюрстом Ганновера, виділив 22 680 талерів на нову обсерваторію. Її креслення розробив, як і багатьох інших будівель Геттінгенського університету, Георг Генріх Борхек. Будівництво затягнулося через Французькі революційні війни та тривало з 1803 до 1816 року. У той час будівля знаходилася на околиці Геттінгена, це забезпечувало їй безперешкодний огляд нічного неба.
Першим директором обсерваторії став Карл Фрідріх Гаусс. Він організував встановлення двох меридіанних кругів, виготовлених Йоганном Репсольдом та Георгом Фрідріхом фон Рейхенбахом у 1818 та 1819 роках.

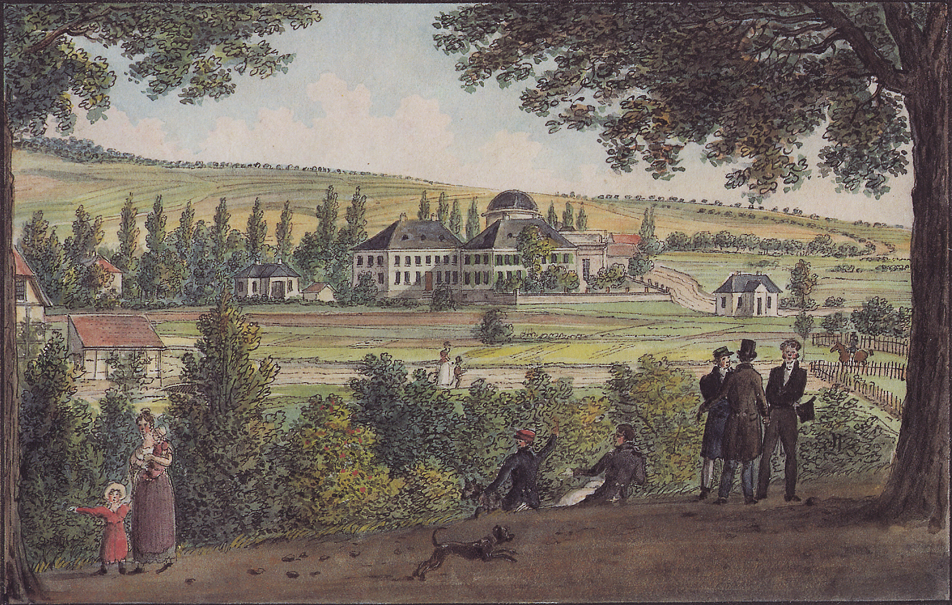
Вид на Геттінгенську обсерваторію з північного заходу (приблизно 1835 р.)

Наступниками Гаусса стали Вільгельм Вебер і Петер Густав Лежен Діріхле, які були виконуючими обов'язків директора (хоча жоден з них не був астрономом), а Діріхле після його смерті замінив колишній асистент Гаусса, Вільгельм Клінкерфюс. У 1868 році дослідницька установа була розділена на теоретичну і прикладну секції. Клінкерфуес продовжував керувати обсерваторією до своєї смерті у 1884 році, після чого у 1886 році керівництво перейшло до Вільгельма Шура. Протягом 1887—1888 років Шур провів повну перебудову обсерваторії. Основні проекти включали оновлення даху головної зали та заміну застарілого купола. На відміну від свого попередника Клінкерфуеса, Шур модернізував застаріле обладнання обсерваторії, придбавши у 1888 році новий, великий геліометр Репсольда. Він також з допомогою помічника каталогізував і впорядкував понад 11 000 книг і брошур у бібліотеці обсерваторії протягом півтора року, закінчивши цю роботу в 1899 році.
Після смерті Шура у 1901 році його посаду обійняв Карл Шварцшильд, якого змінив спочатку Йоганнес Франц Гартман, а потім Ганс Кьонле.
У 1929 році після відкриття нової обсерваторії на невеликому пагорбі Хейнберг на південний схід від Геттінгена інструменти з Геттінгенської обсерваторії були перевезені до нового місця. У зв'язку з цим, спостереження в Геттінгенській обсерваторії були припинені в 1933 році.
У 1941 році, під час Другої світової війни, Пауль тен Брюґґенкате став директором даної обсерваторії. Захоплений спостереженнями за Сонцем, він шукав новий сонячний телескоп. За допомогою військових йому вдалося побудувати сонячний телескоп поруч з уже наявним телескопом на Хейнберзі. Незадоволений похмурими погодними умовами в Німеччині, тен Брюґґенкате заснував ще одну сонячну обсерваторію у Швейцарії. Вона була закрита в 1984 році, а її обладнання було передано до іспанської обсерваторії Тейде на острові Тенерифе.
Пізніше установою керували Ганс-Генріх Фойгт, Рудольф Кіппенхан, Клаус Фріке, Клаус Бойрманн та Стефан Драйцлер.
Після реконструкцій, востаннє у 2008 році, будівля обсерваторії була повернута до свого первісного вигляду.